# Anthony Adverse
Anthony Adverse este un film dramatic american din 1930 regizat de Mervyn LeRoy cu Fredric March și Olivia de Havilland în rolurile principale. Baszat pe romanul Anthony Adverse de Hervey Allen, cu un scenariu de Sheridan Gibney,  filmul prezintă povestea unui orfan. Filmul a primit patru premii Oscar.

## Prezentare
La sfârșitul secolului al XVIII-lea, în Italia, o tânără femeie frumoasă, Maria (Anita Louise), se trezește căsătorită cu un bărbat mai în vârstă ca ea, Marchizul Don Luis (Claude Rains). Acesta este bogat, dar nemilos la suflet. Cu toate acestea, ea este îndrăgostită de un alt bărbat mai tânăr, Denis Moore (Louis Hayward). Când soțul acesteia află, îl urmărește pe Denis la un han și îl ucide într-un duel cu sabia. Apoi își ia soția într-o călătorie lungă prin întreaga Europă. Luni de zile mai târziu, ea moare dând naștere unui fiu. Acesta este rezultatul unei legături adulterine între Maria  și Denis. Don Luis abandonează copilul la o mănăstire lângă Livorno, Italia, unde călugărițele sărbătoreau ziua sfântului Antoniu, fiind 19 martie. La mănăstire copilul este crescut până la vârsta de 10 ani. Apoi, acesta ajunge ucenicul unui negustor, John Bonnyfeather (Edmund Gwenn), care, fără știrea sa, este bunicul adevărat al băiatului. John  îi dă numele "Anthony Adverse", din cauza adversității din viața copilului. Dar adversitatea lui abia a început, în timp soarta îl va duce în Cuba, Africa și la Paris.

## Distribuție
- Fredric March ca Anthony Adverse
- Olivia de Havilland ca Angela Giuseppe
- Donald Woods ca Vincent Nolte
- Anita Louise ca Maria
- Edmund Gwenn ca John Bonnyfeather
- Claude Rains ca marchizul Don Luis
- Gale Sondergaard ca Paleologul Credinței
- Akim Tamiroff este Carlo Cibo
- Pedro de Cordoba ca Fratele François
- Louis Hayward ca  Denis Moore
- Ralph Morgan  ca Debrulle
- Henry O'Neill ca Fratele Xavier
- Billy Mauch ca Anthony Adverse (la 10 ani)
- Joan Woodbury ca fata metisă care dansează

## Producție
Inițial, pentru rolul titular au fost luați în considerare Robert Donat, Leslie Howard, George Brent și alții.

## Premii și nominalizări
- Premiul Oscar pentru cea mai bună actriță în rol secundar (Gale Sondergaard, câștigătoare)
- Premiul Oscar pentru cea mai bună imagine (câștigător)
- Premiul Oscar pentru cel mai bun montaj (câștigător)
- Premiul Oscar pentru cea mai bună coloană sonoră (Leo F. Forbstein, câștigător)
- Academy Award for Best Assistant Director (nominalizare)
- Premiul Oscar pentru cele mai bune decoruri (nominalizare)
- Premiul Oscar pentru cel mai bun film (nominalizare)

## Primire
În recenzia sa din New York Times, Frank S. Nugent a descris filmul ca având „un scenariu voluminos, incoerent și indecis... Majoritatea calităților romanului au fost pierdute în versiunea pentru ecran; filosofia filmului este vagă... pare interminabil.”
Filmul a fost clasat printre cele mai bune zece filme de către National Board of Review și clasat pe locul al optulea într-un sondaj al criticilor de la Film Daily.

## În cultura populară
A fost folosit Concertul pentru vioară al lui  Erich Wolfgang Korngold (partea a 2-a) pentru muzica acestui film. Cântăreața britanică Julia Gilbert a adoptat numele personajului principal al filmului atunci când a înregistrat pentru casa de discuri Él de la Londra la sfârșitul anilor 1980.
Legenda ecranului Tony Curtis (1925-2010), născut Bernard Schwartz, s-a auto-numit pentru personajul titular, romanul după care a fost adaptat acest film fiind preferatul actorului. Curtis, care a devenit faimos pentru rolul său din Houdini ca iluzionist legendar, a fost îngropat cu o pălărie Stetson, o eșarfă Armani, mănuși de conducere, un iPhone și o copie a romanului lui preferat, Anthony Adverse.
Jack Benny a parodiat Anthony Adverse în 18 episoade ale emisiunii sale "Jell-o Show" din 1936.
În filmul de comedie de scurt metraj din 1934 What, No Men!, atunci când avionul aterizează în "țara indienilor " și Gus (El Brendel) este văzut aruncând ancora, acesta aruncă o frânghie la care este atașată o carte mare cu titlul Anthony Adverse.

## Legături externe
- Anthony Adverse la Internet Movie Database
- Anthony Adverse la Allmovie
- Anthony Adverse la TCM Movie Database
- Anthony Adverse at Virtual History